# Joseph Weynen
Joseph Weynen is een Belgisch voormalig rolschaatser.

## Levensloop
Weynen werd eenmaal wereldkampioen op de weg en eenmaal op de piste. Op de weg werd hij in 1949 wereldkampioen in het Italiaanse Ferrara op de 1.000 meter knock-out en op de piste in 1949 in het Portugese Lissabon op dezelfde discipline. Daarnaast behaalde hij verschillende ereplaatsen op wereldkampioenschappen. 

## Palmares

### Weg
- Wereldkampioenschappen
  - 1948 in het Italiaanse Monfalcone
    -  op de 10.000 meter

  - 1949 in het Italiaanse Ferrara
    -  op de 1.000 meter knock-out
    -  op de 5.000 meter

  - 1951 in het Italiaanse Monfalcone
    -  op de 5.000 meter
    -  op de 10.000 meter

  - 1960 in het Belgische Wetteren
    -  op de 1.000 meter knock-out

### Piste
- Wereldkampioenschappen
  - 1949 in het Portugese Lissabon
    -  op de 1.000 meter knock-out

  - 1954 in het Italiaanse Bari
    -  op de 1.000 meter knock-out
    -  op de 10.000 meter

  - 1956 in het Spaanse Barcelona
    -  op de 1.000 meter knock-out